# Карън Лийбо
Карън Лийбо (на английски: Karen Leabo) е американски писателка на бестселъри в жанра любовен роман и романтичен трилър. Пише и под псевдонима Кара Ленъкс (на английски: Kara Lennox).

## Биография и творчество
Карън Лийбо е родена на 12 декември 1957 г. в Далас, Тексас, САЩ. Написва и отпечатва първото си произведение – детска книжка, още в осми клас, като училищен проект. Завършва гимназия „Ърсилайн“ в Сан Антонио, Тексас, през 1976 г. Учи в Тексаския университет и получава бакалавърска степен по журналистика през 1980 г. Докато учи започва да пише първия си готически роман, който не е издаден и служи за опит.
В следващите няколко години след дипломирането си работи на различни временни роботни места в Тексас – като копирайтър в дружество на експерт-счетоводители, и в застрахователна компания, и като редактор на статии в списание за изкуство. Едновременно с работата си продължава да пише романи в свободното си време.
След три години и пет завършени романа, тя успява да продаде първата си книга – романса „Roses Have Thorns“, след което през 1984 г. се посвещава изцяло на писателската си кариера. Нейната амбициозна цел е да пише по 3 книги годишно, нещо което почти успява да реализира.
В началото на новия век се насочва и към романтичния трилър и издава книгите си като Кара Ленъкс. Освен художествена литература пише и сценарии за филми.
Произведенията на писателката често са в списъците на бестселърите. Те са преведени на 17 езика и са издадени в над 4 милиона екземпляра в над 20 страни по света. Член е на Асоциацията на писателите на романси на Америка и е популярен лектор на писателските конференции и срещи. На една от тях среща съпруга си Роб Прийс, също писател, с когото женени от много години.
От 2009 г. е собственик на фирмата „Vintage Dazzle“ за онлайн продажба на ретро-бижута и други „малки съкровища“. От 2012 г. участва като озвучаваща актриса и като второстепенен персонаж в телевизионни продукции.
Карън Лийбо живее от 2012 г. със съпруга си в обновена 100-годишна викторианска къща в Лонг Бийч, Калифорния. Обича пътуванията, колоезденето и йогата.

## Произведения

### Като Карън Лийбо

#### Самостоятелни романи
- Roses Have Thorns (1989)
- Ten Days in Paradise (1989)
- Domestic Bliss (1990)
- Full Bloom (1990)
- Smart Stuff (1990)
- Две сърца в едно, Close Quarters (1991)
- Lindy and the Law (1991)
- The Housewarming (1992)
- Неземни наслади, Unearthly Delights (1992)
- The Cop (1993)
- Ben (1993)
- Feathers and Lace (1993)
- Twilight Man (1994)
- Megan's Miracle (1994)
- Into Thin Air (1995)
- Beach Baby (1995)
- Man Overboard (1995)
- Hell on Wheels (1996)
- The Prodigal Groom (1996)
- Midnight Confessions (1996)
- Framed (1997)
- Ryan's Rescue (1997)
- Witchy Woman (1998)
- Hot Property (1998)
- Strictly Confidential (2006)

#### Серия „Булки на съдбата“ (Brides of Destiny)
1. Callie's Cowboy (1996)
2. Lana's Lawman (1997)
3. Millicent's Medicine Man (1997)

#### Серия „Тайните на Джипси“ (Gypsy and Petal Mystery)
Sister Gypsy Moon (2006)

#### Участие в общи серии с други писатели

##### Серия „Тук идват младоженците“ (Here Come the Grooms)
- Runaway Bride (1991)

от серията има още 18 романа от различни автори

##### Серия „Написано в звездите“ (Written in the Stars)
20. A Changed Man (1992)
от серията има още 22 романа от различни автори

##### Серия „Бунтовници с кауза“ (Rebels With a Cause)
2. The Devil and the Deep Blue Sea (1998)
от серията има още 3 романа от различни автори

### Като Кара Ленъкс

#### Самостоятелни романи
- Virgin Promise (2000)
- Twin Expectations (2000)
- The Millionaire Next Door (2003)
- The Forgotten Cowboy (2005)
- One Stubborn Texan (2007)
- Hidden Agenda (2012)

#### Серия „Как да се оженя за Хардисън“ (How to Marry A Hardison)
1. Vixen in Disguise (2002)
2. Plain Jane's Plan (2002)
3. Sassy Cinderella (2002)

#### Серия „Кодът на Кобрата“ (Code of the Cobra)
1. Bounty Hunter Ransom (2004)
2. Bounty Hunter Redemption (2004)
3. Bounty Hunter Honor (2005)

#### Серия „Русо правосъдие“ (Blond Justice)
1. Hometown Honey (2005)
2. Downtown Debutante (2005)
3. Out Of Town Bride (2005)

#### Серия „Пожарна 59“ (Firehouse 59)
1. The Family Rescue (2007)
2. Her Perfect Hero (2007)
3. An Honorable Man (2007)
4. Hard to Resist (2012)

#### Серия „Втори синове“ (Second Sons)
1. Reluctant Partners (2008)
2. The Pregnancy Surprise (2008)
3. The Good Father (2009)

#### Серия „Проект правосъдие“ (Project Justice)
1. Taken to the Edge (2011)
2. Nothing But the Truth (2011)
3. A Score to Settle (2011)
4. Outside the Law (2012)
5. For Just Cause (2012)
6. One-Night Alibi (2013)
7. In This Together (2013)
8. For the Right Reasons (2014)

#### Участие в общи серии с други писатели

##### Серия „2001 пътища към брак“ (2001 Ways to Wed)
2. Tame an Older Man (2001)
от серията има още 1 роман от Джуди Кристенбъри

##### Серия „Американско бебе“ (American Baby)
2. Baby by the Book (2001)
от серията има още 1 роман от Моли Моле

##### Серия „Карадайнс“ (Carradignes: American Royalty)
1. The Unlawfully Wedded Princess (2002)
от серията има още 3 романа от различни автори

##### Серия „Милионер, Монтана“ (Millionaire, Montana)
6. Fortune's Twins (2003)
от серията има още 5 романа от различни автори

##### Серия „Хотел Маршан“ (Hotel Marchand)
11. A Second Chance (2006)
от серията има още 11 романа от различни автори

##### Серия „Династиите Елиот“ (Dynasties the Elliotts)
- Under Deepest Cover (2006)

от серията има още 11 романа от различни автори

##### Серия „Бащинство“ (Fatherhood)
16. Good Husband Material (2007)
от серията има още 34 романа от различни автори

#### Сборници
- Guardian of Her Heart / Bounty Hunter Ransom (2004) – с Линда О. Джонстън
- Bounty Hunter Redemption / Shadow Soldier (2005) – с Дана Мартон
- Priceless Marriage / Fortune's Twins (2005) – с Бони Гарднър
- Sheriff's Daughter / Bounty Hunter Honour (2005) – с Джесика Андерсън
- Under Deepest Cover / Marriage Terms (2007) – с Барбара Дънлоп
- Confessions Bundle (2008) – с Лилиан Дарси, Джо Лий, Ан Мадър, Маргарет Мур и Тара Тейлър Куин
- Rugged Rebels (2010) – със Стефани Бонд и Джини Лондон
- The Elliotts: Bedroom Secrets (2011) – с Барбара Дънлоп
- Harlequin Superromance July 2013 – Bundle 1 of 2 (2013) – с Джулиана Морис и Катлийн О'Брайън
- Harlequin Superromance October 2013 – Bundle 1 of 2 (2013) – с Дженифър Макензи и Лиз Тали
- Harlequin Superromance April 2014 – Bundle 1 of 2 (2014) – със Сара Мейбъри и Амбър Лий Уилямс